# Synanthedon erythrogama
Synanthedon erythrogama is een vlinder uit de familie wespvlinders (Sesiidae), onderfamilie Sesiinae.
Synanthedon erythrogama is voor het eerst wetenschappelijk beschreven door Meyrick in 1934. De soort komt voor in het Afrotropisch gebied.